# Blablabla met Schaap
Blablabla met Schaap is een Nederlands televisieprogramma van RTL Nederland dat uitgezonden werd door RTL 4. Het programma is daarnaast ook online via streamingdienst Videoland te bekijken. De presentatie van het programma was in handen van Elise Schaap.
Het programma werd twee keer in de week, op donderdag- en vrijdagavond, uitgezonden en werd geproduceerd door productiebedrijf Herriemakers.

## Format
In het programma gaat presentatrice Elise Schaap iedere aflevering de uitdaging aan om haarzelf een nieuw dialect aan te leren. Schaap spreekt in de desbetreffende plaats af met een of meerdere bekende Nederlanders die daar vandaan komen om haar tips te geven, voor de zesde aflevering kreeg Schaap hulp van bekende Vlamingen. Op een later moment spreekt Schaap met een andere bekende helper af die met haar dieper op het dialect ingaat en haar klaar probeert te stomen. Hierna krijgt Schaap enkele dagen buiten de camera om de tijd om zich verder in het dialect te verdiepen.
Vervolgens gaat ze de test aan door op een bepaalde locatie undercover te gaan om met verschillende lokale mensen het gesprek aan te gaan, met als doel om te kijken of de lokale mensen doorhebben dat ze niet van oorsprong dat dialect spreekt.

## Afleveringen
| Afl. | Uitzenddatum     | Dialect           | Bekende helpers                                                                                       | Undercoverlocatie      | Kijkcijfers |
| ---- | ---------------- | ----------------- | --- | ---------------------- | ----------- |
| 1    | 27 juli 2023     | Venloos           | Chantal Janzen, Huub Stapel, Hadewych Minis, Lex Uiting                                               | Banketbakkerij         | 871.000     |
| 2    | 28 juli 2023     | Volendams         | Simon Keizer, Geraldine Kemper, Gary Veerman, Jan Keizer, Anny Schilder                               | Concert                | 876.000     |
| 3    | 3 augustus 2023  | Haags             | Samantha Steenwijk, Anna Drijver, Sjaak Bral, Bert van Leeuwen                                        | Taxi                   | 732.000     |
| 4    | 4 augustus 2023  | Twents            | Daphne Bunskoek, Eddy Zoëy, Ellen Peeters, Harrie Scholtmeijer, Leonie ter Braak, Debby van der Zande | Damesboetiek           | 723.000     |
| 5    | 10 augustus 2023 | Stad-Utrechts     | Tineke Schouten, Claudia de Breij, Koos Marsman, Martin van Doorn                                     | Stadsgids op de gracht | 625.000     |
| 6    | 11 augustus 2023 | Vlaams tussentaal | Tom Waes, Koen Wauters, Evi Hanssen                                                                   | Plopsaland             | 536.000     |

## Achtergrond
Blablabla met Schaap werd op 25 mei 2023 door RTL Nederland aangekondigd. Het programma ging vervolgens twee maanden later, op 27 juli 2023, in première op televisiezender RTL 4 en werd door 871.000 kijkers bekeken. Hiermee was het het achtste best bekeken programma van die dag.

### Ontvangst
Het programma werd ondanks de goede kijkcijfers met gemengde gevoelens ontvangen bij de kijkers. Zo vonden sommigen het programma langdradig en saai; anderen vonden het programma juist een verademing en waardeerden Schaaps acteerkunsten.